# Malcolm Campbell
Malcolm Campbell, född 11 mars 1885 i Chislehurst i Bromley, London, död 31 december 1948 i Reigate, Surrey, var en brittisk racerförare. Han slog hastighetsrekord på land och på vatten under 1920- och 1930-talen. Sonen Donald Campbell ägnade sig också åt hastighetsrekord.

## Tidig karriär
Campbells far var diamanthandlare och unge Malcolm skickades till Tyskland för att lära sig yrket. Där blev han intresserad av motorcyklar och racing. Han tjänstgjorde under första världskriget i infanteriet och blev senare pilot i Royal Flying Corps.

## Racingkarriär
Campbell började tävla på motorcykel innan han 1910 gick över till bilsport på Brooklands. Han kallade sina tävlingsbilar Blue Bird. Campbell körde grand prix-racing med en Bugatti och vann flera Grand Prix under tjugotalet. 

## Hastighetsrekord

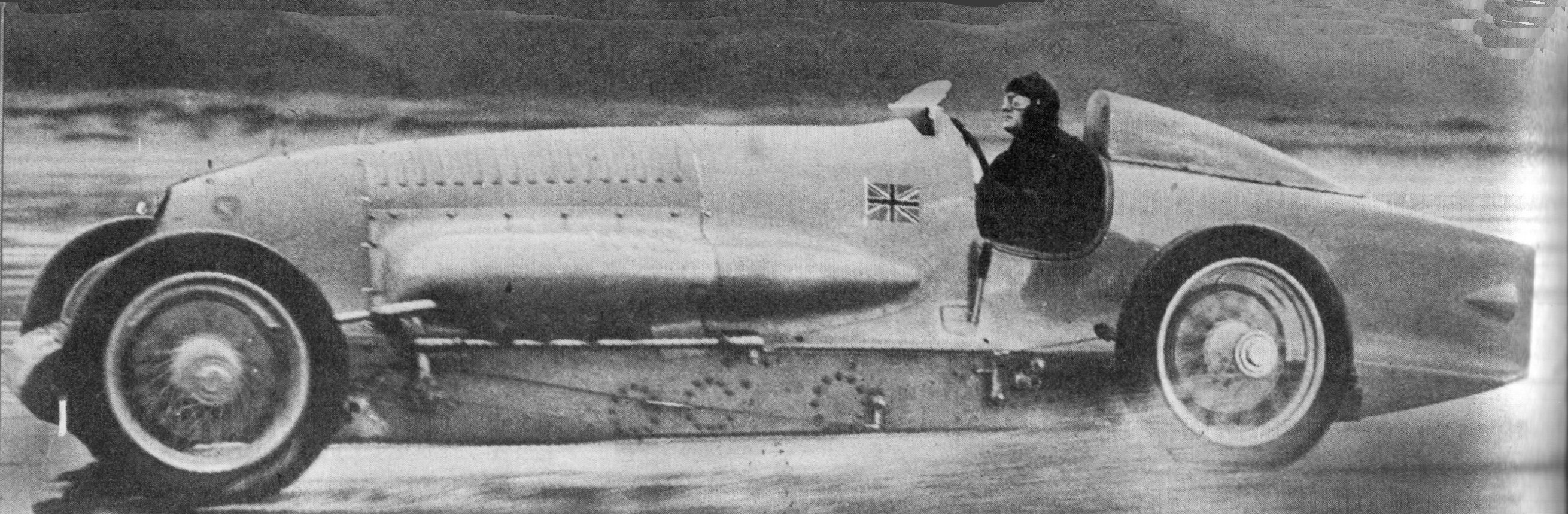
Blue Bird 1927

Campbell slog hastighetsrekordet på land första gången vid Pendine Sands i södra Wales 1924 med en 350 hk Sunbeam. Senare körde han specialbyggda Blue Bird-bilar med Napier Lion flygmotorer. Han slog hastighetsrekordet på land nio gånger mellan 1924 och 1935, sista gången på Bonneville Salt Flats där han blev den förste att köra fortare än 300 mph (480 km/h).
Campbell slog även hastighetsrekordet på vatten fyra gånger, sista gången på sjön Coniston Water i Cumbria 1939.
Campbell adlades 1931 för sina rekordkörningar och valdes in i International Motorsports Hall of Fame 1990.